# Hans Emmerich
Hans Emmerich, auch Johann Emmerich (* 16. April 1556; † 6. Mai 1620), war Bürgermeister von Görlitz in den Jahren 1617 und 1620.

## Herkunft
Hans Emmerich war ein Urenkel Georg Emmerichs aus dessen zweiter Ehe mit Klara Eschlauer. Hans Emmerich der Jüngere (er hatte einen älteren Halbbruder gleichen Namens) war sein Großvater. Sein Vater Hans († 1594) wurde 1559 in Nikrisch von Ferdinand I. geadelt. Er besaß Zeit seines Lebens die Schlüssel zur Kapelle des Heiligen Grabes in Görlitz. Georg Emmerich hatte von seiner Jerusalem-Reise die Pläne („Aufzeichnungen“) zum Nachbau des Heiligen Grabes beschafft und Hans Emmerich darin seinem Großvater Georg ein Epitaph bauen lassen. Ein Jahr nach Hans Emmerichs Tod wurden (nach der „Wahl des ‚hüters zum heiligen Grabe‘“ am 16. Juni 1595) die Schlüssel zur Kapelle zum Unmut seines Sohnes Hans von der zu diesem Zeitpunkt besonders unter Scultetus’ Einfluss stehenden Stadt einkassiert.

## Biographisches
Emmerich studierte 1577 bis scheinbar 1581 in Leipzig. Ein Jahr zuvor verweilte er für kurze Zeit in Bautzen. Am 26. April 1584 wurde er Hofpfalzgraf. 1587 verlieh er beispielsweise den Brüdern Georg und David Göbel Wappen und Kleinod, ebenso 1608 dem Görlitzer Michael Döring, 1615 der Görlitzer Familie Jäger, und 1624 Balthasar Dietrichs Enkel Elias. Emmerich besaß Nickrisch und Neundorf. 1590 heiratete er Elisabeth Ritter, Tochter des kurz zuvor verstorbenen ehemaligen Görlitzer Bürgermeisters Valentin Ritter.
Emmerichs Testament und sein Stammbuch von knapp 200 Seiten für die Zeit von 1575 bis 1581 wurden von einem „Schuldiener Sauer“ im Jahr 1854 der Milichschen Bibliothek geschenkt. Das Stammbuch ist in dunkelbraunes, gepresstes Leder gebunden. Auf der Vorderseite ist „in Goldpressung innerhalb eines Medaillons Gottvater in den Wolken“ zu sehen und auf der Rückseite „König David, wie er, die Harfe zur Seite, vor Gott kniet; im Hintergrunde […] eine Stadt mit Mauern, Thor und Thürmen“. Ein Wasserzeichen zeigt einen doppelköpfigen Adler. Seinem Sohn Alphons (1598–1638) wurde ein Denkmal auf dem Nikolaifriedhof oder in der Nikolaikirche geschaffen.
Erst im Alter von über 60 Jahren wurde er das erste Mal Bürgermeister. In seinem zweiten Amtsjahr als Bürgermeister verstarb er mit 64 Jahren. Sein Sterbejahr 1620 steht im Kontrast zur Nachricht, dass er dem Geistlichen Elias Dietrich im Jahr 1624 ein Wappen verliehen habe.